# Weillen
Weillen is een plaats en deelgemeente van de Belgische gemeente Onhaye. Weillen ligt in de provincie Namen en was tot 1 januari 1977 een zelfstandige gemeente. Het is een dorp met als centraal punt een kerktoren. 

## Demografische ontwikkeling
- Bronnen:NIS, Opm:1831 tot en met 1970=volkstellingen, 1976= inwoneraantal op 31 december